# Lulu (musikalbum)
Lulu är ett samarbetsalbum mellan rocksångaren Lou Reed och metalbandet Metallica, utgivet den 31 oktober 2011. Det är baserat på Frank Wedekinds pjäser om Lulu, Erdgeist och Die Büchse der Pandora, med texter skrivna av Reed. 
Tanken på ett gemensamt album uppstod när både Lou Reed och Metallica uppträdde på konserten vid Rock and Roll Hall of Fames 25-årsjubileum 2009. Skivan fick överväldigande negativ kritik när den släpptes, i synnerhet av Metallicas fans.  Albumet blev Reeds sista innan han avled i oktober 2013.

## Låtlista
Alla texter skrivna av Lou Reed, all musik komponerad av Reed och Metallica.
| 1. | Brandenburg Gate | 4:21  |
| 2. | The View         | 5:20  |
| 3. | Pumping Blood    | 7:24  |
| 4. | Mistress Dread   | 6:52  |
| 5. | Iced Honey       | 4:37  |
| 6. | Cheat on Me      | 11:26 |

| 1.           | Frustration  | 8:33  |
| 2.           | Little Dog   | 8:01  |
| 3.           | Dragon       | 11:10 |
| 4.           | Junior Dad   | 19:28 |
| Total längd: | Total längd: | 87:12 |